# 夏尔·德莱克吕兹
路易·夏尔·德莱克吕兹（法語：Louis Charles Delescluze，法語發音：[lwi ʃaʁl dəleklyz]；1809年10月2日—1871年5月25日），巴黎公社领导人之一。

## 经历
- 1809年10月2日生于法国德勒，父为拿破仑帝国时期军人。曾学习法律，当过律师的文书。到巴黎后，参加1830年七月革命，后加入秘密的共和主义社团“人民之友”社。
- 1841年—1848年主编《北方无党派报》。《北方无党派报》是民主主义共和派的机关报，抨击路易·菲利浦政府，要求改革选举制度。
- 1848年参加法国二月革命，任法兰西第二共和国委员，后辞职，同年底创立《民主与社会革命报》，反对执政的共和派。
- 1849年流亡伦敦，4年后潜回巴黎，被捕。1860年获赦。法兰西第二帝国时参加共和运动，反对路易·波拿巴的统治，屡遭迫害、监禁和流放。
- 1868年创办《觉醒报》。
- 1871年3月25日当选巴黎公社委员。历任外交、执行、军事和社会公安等委员会委员。五月流血周中，在指挥公社军同凡尔赛军作战。5月25日在巷战中身亡。